# Червеньово
Червеньово — село в Україні, у Мукачівському районі Закарпатської області, орган місцевого самоврядування — Зняцівська сільська рада. Населення становить 1951 особу (станом на 2001 рік). Село розташоване на заході Мукачівського району, за 10,7 кілометра від районного центру.

## Географія
Село Червеньово лежить за 10,7 км на захід від районного центру, фізична відстань до Києва — 600,6 км.
| Клімат Червеньового     | Клімат Червеньового | Клімат Червеньового | Клімат Червеньового | Клімат Червеньового | Клімат Червеньового | Клімат Червеньового | Клімат Червеньового | Клімат Червеньового | Клімат Червеньового | Клімат Червеньового | Клімат Червеньового | Клімат Червеньового | Клімат Червеньового |
| Показник                | Січ.                | Лют.                | Бер.                | Квіт.               | Трав.               | Черв.               | Лип.                | Серп.               | Вер.                | Жовт.               | Лист.               | Груд.               | Рік                 |
| Середній максимум, °C   | 0,7                 | 3,1                 | 9,1                 | 16,0                | 21,2                | 24,1                | 26,0                | 25,4                | 21,4                | 15,6                | 8,1                 | 3,1                 | 14,5                |
| Середня температура, °C | −2,6                | −0,4                | 4,5                 | 10,5                | 15,4                | 18,4                | 20,2                | 19,6                | 15,8                | 10,4                | 4,8                 | 0,3                 | 9,7                 |
| Середній мінімум, °C    | −5,9                | −3,9                | 0,0                 | 5,1                 | 9,7                 | 12,8                | 14,4                | 13,8                | 10,2                | 5,2                 | 1,5                 | −2,4                | 5,0                 |
| Норма опадів, мм        | 47                  | 40                  | 41                  | 47                  | 69                  | 86                  | 78                  | 69                  | 51                  | 47                  | 51                  | 60                  | 686                 |
| ----------------------- | ------------------- | ------------------- | ------------------- | ------------------- | ------------------- | ------------------- | ------------------- | ------------------- | ------------------- | ------------------- | ------------------- | ------------------- | ------------------- |
| Джерело:                |                     |                     |                     |                     |                     |                     |                     |                     |                     |                     |                     |                     |                     |

## Історія
В урочищі Густяки – давньослов’янське поселення VII – IX століть. Досліджувалося С.І.Пеняком в 1963 – 1964 роках. Виявлено напівземлянкові житла, господарські споруди. Поруч, в урочищі Козуптово – курганний могильник з трупоспаленням. Досліджувався Й.Янковичем в 1932, 1938 роках та С.І.Пеняком в 1962 – 1963 роках. Основний ритуал поховання – трупоспалення з розміщенням останків трупоспалення в урнах, ямках і на давньому горизонті. В урочищі Ферма – давньоруське поселення Х – ХІ століть.
Перша згадка у 1533: Chernelew (Conscr. Port.), інші згадки 1542: Cherneleo (uo.), 1546: Chernelew (uo.), 1550: Cſernileo (uo.), 1564: Cherwenew (uo.), 1570: Cziernelö (uo.), 1577: Cherneleo (N. KISS 389), 1645: Cserneloe (MAKKAI 363), 1693: Czerleniow (HODINKA 371), 1773: Cserleno, Cserlenow (LexLoc. 50), 1808: Cserlenó, Cţerlenowá (LIPSZKY: Rep. 108), 1851: Cserleno (FÉNYES 1: 214), 1864/65: Cserlenó (PESTY 402), 1877: Cserlenó, Csellenyievo (Hnt.), 1913: Cserlenő (Hnt.), 1925: Čerleňovo, 1930: Červeňovo (ComBer. 36), 1944: Cserlenó, Черленьово (Hnt.), 1983: Червеневе, Червенево (ZO), 1995: Червенево.
Дерев’яну православну церкву спорудили в селі на самому початку 1920-х років. Проект церкви виконав Всеволод Коломацький. За цим проектом збудували також дерев’яну церкву в Чопівцях у 1930 р. Все своє життя служив у Червеньові священик Іван Карбованець. У 1944 р. він врятував близько 200 радянських дітей, яких німці вивозили поїздом до Німеччини.
З приходом радянської влади І. Карбованця у 1951 р. було заарештовано за “антирадянську діяльність”.
12 лютого 1939 року відбулись вибори до Сойму Карпатської України, на яких абсолютну більшість голосів виборців (близько 92,4 %) здобули кандидати Українського Національного Об'єднання. У селі Червеньово, яке належало до округи «Чинадієво», за УНО проголосували 475 виборців, проти — 6.[джерело?]
Мале Зняцьово
Мале Зняцьово - колишнє село в Україні, в Закарпатській області.
Обєднане з селом Червеньово рішенням облвиконкому Закарпатської області №291 від 16.06.1958
Малий Ракошин
Малий Ракошин - колишнє село в Україні, в Закарпатській області.
Обєднане з селом Червеньово рішенням облвиконкому Закарпатської області №291 від 16.06.1958

## Туристичні місця
-  урочищі Густяки – давньослов’янське поселення VII – IX століття
- В урочищі Ферма – давньослов'янське поселення Х – ХІ століть.
- У селі Червиньово на Мукачівщині ще у 1915 році встановили перший у світі пам’ятник загиблим у жахливій кораблетрощі. Встановив його Юрій Курта, який рятував потерпілих на втопаючому легендарному судні, він і поставив пам’ятку титанічній події та його загиблим.

## Населення
Станом на 1989 рік у селі проживали 1927 осіб, серед них — 915 чоловіків і 1012 жінок.
За даними перепису населення 2001 року у селі проживали 1951 особа. Рідною мовою назвали:
| Мова       | Кількість осіб | Відсоток |
| ---------- | -------------- | -------- |
| українська | 1691           | 86,67 %  |
| русинська  | 33             | 1,69 %   |
| російська  | 12             | 0,62 %   |
| угорська   | 7              | 0,36 %   |
| румунська  | 1              | 0,05 %   |
| інші       | 240            | 12,30 %  |

## Політика
На виборах у селі Червеньово працює окрема виборча дільниця, розташована в приміщенні клубу. Результати виборів:
- Парламентські вибори 2002: зареєстровано 1306 виборців, явка 60,80 %, найбільше голосів віддано за Блок Віктора Ющенка «Наша Україна» — 61,08 %, за СДПУ (о) — 9,95 %, за Комуністичну партію України — 6,68 %. В одномандатному окрузі найбільше голосів отримав Віктор Балога (самовисування) — 78,84 %, за Івана Фітаса (самовисування) — 3,02 %, за Юлію Кілару (самовисування) — 0,88 %[8].
- Вибори Президента України 2004 (перший тур): 827 виборців взяли участь у голосуванні, з них за Віктора Януковича — 49,94 %, за Віктора Ющенка — 37,85 %, за Олександра Мороза — 2,18 %[9].
- Вибори Президента України 2004 (другий тур): 664 виборці взяли участь у голосуванні, з них за Віктора Ющенка — 54,07 %, за Віктора Януковича — 41,72 %[10].
- Вибори Президента України 2004 (третій тур): зареєстровано 1460 виборців, явка 49.59 %, з них за Віктора Ющенка — 62.98 %, за Віктора Януковича — 30.66 %[11].
- Парламентські вибори 2006: зареєстровано 1473 виборці, явка 48,13 %, найбільше голосів віддано за блок Наша Україна — 38,36 %, за Партію регіонів — 22,71 %, за Блок Юлії Тимошенко — 15,23 %[12].
- Парламентські вибори 2007: зареєстровано 1492 виборці, явка 61,13 %, найбільше голосів віддано за блок Наша Україна — Народна самооборона — 49,78 %, за Блок Юлії Тимошенко — 21,05 %, за Партію регіонів — 16,34 %[13].
- Вибори Президента України 2010 (перший тур): зареєстровано 1495 виборців, явка 41,81 %, найбільше голосів віддано за Віктора Януковича — 31,84 %, за Юлію Тимошенко — 24,96 %, за Сергія Тігіпка — 13,28 %[14].
- Вибори Президента України 2010 (другий тур): зареєстровано 1479 виборців, явка 52,67 %, з них за Віктора Януковича — 49,68 %, за Юлію Тимошенко — 44,54 %[15].
- Парламентські вибори 2012: зареєстровано 1455 виборців, явка 39,18 %, найбільше голосів віддано за УДАР — 35,44 %, за Всеукраїнське об'єднання «Батьківщина» — 25,96 % та Партію регіонів — 19,47 %.[16] В одномандатному окрузі найбільше голосів отримав Віктор Балога (Єдиний Центр) — 59,63 %, за Вячеслава Шутка (Партія регіонів) — 12,46 %, за Олександра Пересту (Всеукраїнське об'єднання «Батьківщина») — 10,96 %[17].
- Вибори Президента України 2014: зареєстровано 1463 виборці, явка 41,56 %, з них за Петра Порошенка — 58,55 %, за Юлію Тимошенко — 15,95 %, за Олега Ляшка — 8,88 %[18].
- Парламентські вибори в Україні 2014: зареєстровано 1459 виборців, явка 41,26 %, найбільше голосів віддано за Блок Петра Порошенка — 32,56 %, за «Народний фронт» — 17,77 % та Радикальну партію Олега Ляшка — 12,46 %.[19] В одномандатному окрузі найбільше голосів отримав Віктор Балога (самовисування) — 59,47 %, за Олександра Хайнаса («Народний фронт») проголосували 14,95 %, за Вячеслава Романа (Сильна Україна) — 6,48 %[20].